# California (métro de Milan)
Pour les articles homonymes, voir California.
California est une station de métro à Milan, en Italie. Située sur la ligne 4 du métro de Milan entre Bolivar et Coni Zugna, elle a ouvert le 12 octobre 2024.